# Choerades orientalis
Choerades orientalis là một loài ruồi trong họ Asilidae. Choerades orientalis được Joseph & Parui miêu tả năm 1981.